# Карпатский рейд
«Карпатский рейд» (укр. Карпатський рейд Ковпака) — 100-дневный 2000-километровый партизанский рейд Сумского партизанского соединения, в составе Путивльского партизанского отряда, групп белорусских партизан, под руководством Сидора Артемьевича Ковпака с территории Белоруссии в Карпаты по территории Правобережной Украины, оккупированной немецкими войсками. Вошёл в методические пособия и наставления по ведению партизанской войны, изучается военными историками всего мира.

## Задачи рейда

Группа командиров Сумского партизанского соединения с секретарём ЦК КП(б)У Демьяном Коротченко, перед выходом в Карпатский рейд. 1943 год.

В мемуарах никто из партизанских лидеров не пишет, каки́е конкретно задачи ставились перед партизанами руководством УШПД и ЦК КП(б)У. На основании отдельных реплик из их мемуаров можно сделать вывод, что основной задачей партизан под руководством С. А. Ковпака было уничтожение всех нефтяных промыслов, расположенных в районе Борислава и Дрогобыча, однако многие исследователи не разделяют эту точку зрения.
Так, по мнению Майкла Флоринского, изложенном в энциклопедии «McGraw-Hill», главной задачей Карпатского рейда, как и других партизанских рейдов 1943—1944 годов, было всё же создать чувство «вездесущности» советской власти и её постоянного присутствия даже на оккупированных фашистами территориях, а кроме того напомнить о неизбежном возвращении коммунистов на эти земли и неотвратимом наказании всех пособников и помощников фашистов. Также на советских партизан возлагалась задача дать бой фашистским прислужникам, что те и выполнили в полной мере.
Аргентинский исследователь советского партизанского движения Энрике Мартинес Кодо предполагает, что помимо захвата нефтяных полей, в задачи партизан входило идти на запад, чтобы вступить в контакт с коммунистическими партизанами Словакии, и далее на юг, с красными партизанами маршала Тито.
По мнению же украинского журналиста Юрия Сандула, диверсии на нефтепромыслах, изучение ситуации в оккупированной Западной Украине, демонстрация советской силы её жителям — всё это было второстепенным заданием Ковпака. Главное — прийти в Карпаты и остаться там. Создать в горах партизанский край, подготовить базу для прихода туда других партизанских соединений.
П. П. Вершигора, в книге «Люди с чистой совестью» пишет, что одним из наиболее значительных успехов рейда он считал подрыв крупного ж/д моста на участке Тернополь — Волочиск. Так как по этой трассе непрерывным потоком шли немецкие эшелоны с военной техникой, разрушение моста привело к срывам снабжения немецких войск в самый критический момент Курской битвы. К моменту рейда, Юго-западная железная дорога Украины оставалась единственной, не подверженной нападениям партизан, поэтому основной поток немецких военных грузов на Восточный фронт шел по ней.

## Ход рейда
Начало Карпатского рейда соединения партизан Сидора Ковпака можно указать с точностью буквально до часа — 12 июня 1943 года, 18:00, от села Милошевичи на украино-белорусской границе (север Житомирщины) в Карпаты отправились 1517 бойцов. Артиллерия соединения состояла из двух 76- и пяти 45-миллиметровых пушек, нескольких миномётов разного калибра. Телеги партизан были перегружены взрывчаткой и боеприпасами, обоз растягивался по дороге на 8-10 километров, передвигался только ночью, по неосновным, заброшенным дорогам. Напротив каждого крупного гарнизона выставлялся заслон (мелкие гарнизоны уничтожались), диверсионные группы непрерывно совершали диверсии далеко от обоза (вне его пути), оттягивая на себя внимание противника. 24-25 июня при форсировании речки Горынь между селами Корчин и Звездовка Костопольского района Ровенской области авангард соединения столкнулся с бойцами Украинской повстанческой армии, которые пытались помешать переправе. После переговоров, инициированных Семёном Рудневым, дело было улажено и бойцы УПА без боя пропустили партизан. Ещё одно боестолкновение с украинскими повстанцами на Волыни партизаны Ковпака имели 30 июня в селе Обгов (ныне Сосновка) на Дубенщине. В ходе переговоров уповцы согласились на прекращение огня.
Обойдя Ровно с запада, Ковпак резко повернул на юг, пройдя через всю Тернопольщину. В ночь на 16 июля партизаны переправились через Днестр по мосту севернее Галича и вошли в горы. И уже вечером того же дня немцы, — Василий Войцехович пишет о 60 тысячах солдат, — блокировали соединение на 8-10 кв. км. Две недели (25 июля — 3 августа) Ковпак маневрировал по горам, прорывая одно окружение за другим, а было их свыше 20. За это время соединение потеряло всё тяжёлое оружие, обоз и конный состав — как ездовых, так и кавалерийских коней, часть из которых пошла партизанам в пищевое довольствие, ввиду голода и отсутствия пищи.
Штабом (при обсуждении идеи комиссара Руднева) принимается решение штурмовать город Делятин, захват которого открывал путь к переправе через реку Прут, чтобы долиной этой реки уйти на восток. Атака партизан на Делятин в ночь на 4 августа удалась и привела к уничтожению 4 шоссейных и 3 железнодорожных мостов. Ковпак в своем докладе оценил потери противника в 500 солдат и офицеров, 1 танк, 1 бронемашину, 85 автомашин, 3 мотоцикла. Люди впервые за много дней поели хлеба, запаслись едой.
Успех выхода соединения из окружения сильно зависел от захвата и удержания переправы через Прут. Авангарду с комиссаром Рудневым во главе удалось захватить мост через реку. Немцы, пытаясь не дать партизанам вырваться из окружения, стали перебрасывать к Делятину дополнительные силы автоколоннами. На автоколонну немецкого горнострелкового полка, выдвигавшегося из Коломыи к Делятину, у села Белые Ославы нарвался партизанский авангард Руднева. Комиссар Руднев принял роковое решение дать встречный бой и погиб с большей частью отряда. В 1946 году по заданию руководства Украинской ССР в Карпаты была отправлена экспедиция, чтобы выяснить судьбу комиссара Руднева. В её состав входил и Вершигора. В своей книге он сообщит о результатах поисков: «На горе Дил и в урочище Дилок мы нашли могилы погибших в Делятинском бою. 72 наших товарища остались там навеки.» Там же был обнаружен труп Руднева.
Позже Ковпак принял решение разделить соединение на 7 групп, «из которых 6 групп боевых и одна пассивная, с ранеными, которую направил в глубь крупного леса». Из доклада Ковпака:
«Путивльский п[артизанский] о[тряд] на три группы, Глуховский, Шалыгинский и Кролевецкий партизанские отряды поотрядно и санчасть под прикрытием 10 роты Путивльського п[артизанского] о[тряда]. …
Начиная с 6 августа по 1 октября часть двигалась по группам, почти не имея связи между группами, несмотря на то, что каждой группе была придана рация. Очевидно технически наша радиоустановка не способна полностью обеспечить связь на любых расстояниях.
Каждая группа в отдельности прошла самостоятельно по 700—800 километров по самостоятельному, диктовавшемуся обстановкой маршруту. … Некоторые группы проходили скрытно, уклоняясь от боев, другие, более сильные, отвлекали на себя противника. Этим самым давая возможность остальным группам проскочить безопасно наиболее насыщенные противником места.»
При возвращении из карпатского рейда Ковпак, чтобы оторваться от преследования карателей, временно вообще запретил радиопередачи. Их возобновили, когда немцы потеряли след соединения. Всего партизаны преодолели 2000 км за 100 дней по тылам противника, иногда покрывая до 60 км в сутки.
Датой окончания рейда можно считать 21 октября 1943 года. Тогда Ковпак подписал свой отчёт о рейде для Украинского штаба партизанского движения (УШПД), в котором он указал, что отсутствие топографических карт сильно помешало всему рейду: «Такая „мелочь“, как топографические карты, которыми никак не удосужился снабдить отряды Украинский штаб партизанского движения, срывает большие дела. Обещали перед[ать], а в рейд ушли без карт. Отряд с хода не навалился на Борислав и Дрогобыч только потому, что не было ни одной карты этого района…»

### Удар по гитлеровской военной машине
Потенциальная угроза от рейда в Карпаты для немецко-фашистской власти была такова, что 8-я кавалерийская дивизия СС «Флориан Гайер» в полном составе с техникой была в срочном порядке переброшена с фронта в места предполагаемого появления партизан Ковпака. По разным оценкам, в ходе рейда было уничтожено от 13 до 17 фашистских гарнизонов, пущено под откос 19 эшелонов, взорваны 41 нефтевышка, 13 нефтехранилищ с 2290 тонн нефти, 3 нефтеперегонных завода, один нефтепровод (с. Быстрица, из трубопровода спущено в реку 25000 тонн нефти) и убито от трёх до пяти тысяч немецких солдат и офицеров, взято пленных — 96. Также партизаны надолго вывели из строя железнодорожный узел Тернополь, существенно затруднив переброску войск под Курск, в самый разгар Курской битвы, за четыре дня до Сражения под Прохоровкой.

### Взаимодействие с украинскими националистами
Появление Ковпака в Галиции вызвало беспокойство не только у оккупантов, но и у украинских националистов из Украинской повстанческой армии (УПА). Приход почти двух тысяч коммунистических партизан краевой провод ОУН (б) на западноукраинских землях расценил как угрозу для своего влияния на галичан. Архивные документы ОУН (б) отмечают: «В Галичине УПА не действовала, поскольку не было угрозы со стороны советских партизан, хотя Организация имела глубокие корни и шире вела организационную работу». Было понятно — ковпаковцы будут пытаться заложить базу для развертывания партизанского движения в Карпатах. Националистическое подполье не могло допустить, чтобы советские партизаны овладели и контролировали карпатский регион, естественный ландшафт которого создавал подходящие условия для проведения рейдов и хорошо защищал от немецких карательных акций. 15 июля 1943 г. Главный Провод ОУН (б) издал приказ о формировании т. н. Украинской народной самообороны (УНС) — галицкого аналога УПА на Волыни.
Правда, за исключением нескольких перестрелок, отрядам УНС повоевать с ковпаковцами не довелось. Руководитель УНС Александр Луцкий в будущем расскажет на допросе в НКВД, что «фактически отряды УНС свое задание по ликвидации советских партизанских отрядов Ковпака не выполнили. После нескольких вооруженных столкновений куреня „Черные черти“ с отдельными отрядами Ковпака в Прикарпатье, которые особых положительных результатов не дали, командный состав УНС, ссылаясь на слабую военную подготовку личного состава, в дальнейшем избегал встреч с отрядами Ковпака». Иногда ковпаковцы старались находить общий язык с командирами УПА и противоборствующим сторонам удавалось расходится без боя. Более того, некоторые отделы УНС шли на сотрудничество с ковпаковцами, из ряда источников известно, что заместитель Ковпака — комиссар Семён Руднев вел переговоры с руководителями УНС в поселке Любижня близ Делятина. До сих пор ведутся споры вокруг гибели Руднева. Согласно альтернативной версии, его убили чекисты за попытки договориться с украинскими националистами о совместной борьбе против немцев. Эту версию выдвинул в начале девяностых годов участник партизанского движения на Украине, соратник Руднева и Ковпака Герой Советского Союза — Петр Брайко, но не смог привести никаких документальных доказательств в её пользу.
Крымский историк Сергей Ткаченко утверждает, что именно отряды УНС разбили группировку Ковпака под Делятиным в августе 1943. В действительности же отряд Ковпака под Делятиным провёл бой не с УНС, а с немцами, о чём свидетельствуют документы отряда. Отряды Ковпака понесли серьёзные потери в боях под Делятиным, но значительной их части удалось выйти из окружения небольшими группами и пройти вглубь Карпат. Откровенно враждебная среда и слабая поддержка со стороны местного населения вынудили их уйти с территории Галиции. Несмотря на противодействие националистов, все отряды Сумского соединения, хоть и с огромными потерями, но смогли дойти до Полесья. В ряде случаев, чтобы спокойно пройти сквозь украинские села, ковпаковцам пришлось переодеваться бандеровцами. До поздней осени на Коломыйщине и в Чёрном лесу украинские повстанцы ликвидировали небольшие группы ковпаковцев, отставшие от своих частей. Были случаи перехода некоторых партизанских групп на сторону УНС. Среди них были принудительно мобилизованные жители Западной Украины, но встречались и антисоветски настроенные жители Надднепрянщины.

## Оценки рейда

Герой Советского Союза генерал-майор С. А. Ковпак с группой командиров Сумского партизанского соединения после возвращения из Карпатского рейда. Полесье, 1943 год.

По оценкам партийного руководства республики и Украинского штаба партизанского движения Карпатский рейд оказался «самым блестящим рейдом из всех, совершённых партизанами Украины».
В своём исследовании истории партизанской войны американский историк Уолтер Лакёр называет Карпатский рейд наиболее впечатляющей партизанской операцией 1942—1943 годов. По мнению канадского историка украинского происхождения Ореста Субтельного, считавшего главной целью рейда уничтожение карпатских нефтяных промыслов, основная задача решена не была, при этом политический и морально-психологический эффект был действительно впечатляющим.
Немецкий военный историк Тимм Рихтер называет Карпатский рейд соединения Ковпака наиболее знаменитым из всех партизанских рейдов Второй мировой.
Как отмечает канадский исследователь Пол Магоши, смелый рейд Ковпака по глубоким тылам немецких войск «подтолкнул» к вооружённому выступлению другие партизанские соединения.

## Память
В городе Яремче установлен памятник советским партизанам, погибшим в ходе рейда.
Летом 2013 года активисты украинского националистического общества «Тризуб» повредили (поцарапали) памятную доску Ковпаку в Яремче, якобы «в ответ» на действия местных коммунистов, которые, несмотря на запрет местных властей, 4 августа 2013 года провели памятные мероприятия по случаю 70-летия Карпатского рейда под предводительством Ковпака).

## Отражение в культуре и искусстве

### В поэзии
Одним из командиров отрядов партизанского соединения, Платоном Воронько, — после войны ставшим известным советским поэтом, — в 1944 году была выпущена его первая книга стихов и песен «Карпатский рейд», посвящённая событиям и людям знаменитого партизанского рейда в Карпаты.

### В театральных и кинематографических постановках
Советским режиссёром, Народным артистом РСФСР Андреем Лобановым по мотивам документальной повести Петра Вершигоры «Люди с чистой совестью» был поставлен драматический спектакль о партизанском рейде Ковпака от Путивля до Карпат. Как о постановке спектакля отозвался сам Лобанов: «Мы играем в этой пьесе смешных, грубых, печальных, веселых. Но часто забываем о зерне — „люди с чистой совестью“. В спектакле должен быть ряд мест, где эта мысль идёт крупным планом». Роль Ковпака в спектакле исполнил заслуженный артист РСФСР Георгий Черноволенко.
В заключительной ленте режиссёра Тимофея Левчука из кинотрилогии «Дума о Ковпаке» — трёхсерийном фильме под названием «Карпаты, Карпаты…» (1978) также показаны события Карпатского рейда, где благодаря военному мастерству Ковпака и мужеству партизан проваливаются попытки фашистов окружить и уничтожить военные соединения партизан. Роль Ковпака играет народный артист СССР Константин Степанков.